# Kościół ewangelicko-reformowany w Rydze
Kościół ewangelicko-reformowany w Rydze (łot. Reformātu baznīca Rīgā) – dawna świątynia kalwińska znajdująca się w Rydze przy ul. Mārstaļu 10.
Parafia kalwińska w Rydze powstała jako druga po Mitawie parafia reformowana na terenie współczesnej Łotwy. Projekt kościoła wykonał architekt Christopher Meinert. Budowa świątyni została ukończona w 1733. 
Początkowo kościół był odwiedzany głównie przez niemieckie i holenderskie rodziny mieszkające w Rydze. W 1938 ryska parafia kalwińska liczyła ok. 1000 wiernych, w większości niemieckiego pochodzenia. 
Na początku II wojny światowej budynek kościoła został przekazany przez władze miejskie luteranom na skutek opuszczenia miasta przez lokalną społeczność kalwińską. W czasach radzieckich w świątyni modlili się bracia morawscy dopóki budynek nie został im odebrany przez państwo w 1964.